# Lusail Iconic Stadium
Lusail Iconic Stadium (arabiska: ملعب لوسيل المتميز) är en idrottsarena i den nya staden Lusail i Qatar strax norr om huvudstaden Doha. Stadion är byggd till världsmästerskapet i fotboll 2022. Stadion har en kapacitet på 80 000 åskådare.
Stadion kommer att ha ett solcellsdrivet kylsystem för att hålla nere temperaturen inne på stadion.